# ナイトスクール
『ナイトスクール』（原題:Night School）は2018年にアメリカ合衆国で公開されたコメディ映画である。監督はマルコム・D・リー、主演はケヴィン・ハートとティファニー・ハディッシュが務めた。
本作は日本国内で劇場公開されなかったが、Amazonプライム・ビデオでの配信が行われている。

## ストーリー
2001年、テディ・ウォーカーは自分が学業に向かないと判断して高校を退学することにした。どうしてもテストに集中することができなかったのである。
それから17年の時が経過し、テディはレストランのスタッフとして生計を立てていた。テディは裕福な女性（リサ）と交際していたが、実際の年収以上の金額を稼いでいるように見せかけていた。そんなある日、テディは「自分が勤める店の経営者が引退したがっており、その後継に自分を指名している」という話を耳にした。リサに相応しい稼ぎの男になれると確信したテディはその勢いで彼女に求婚した。その矢先、レストランで爆発事故が発生した。経営者は事故の保険金を持ったまま雲隠れし、テディは失業してしまった。
テディはショックに打ちひしがれたが、親友のマーヴィンが金融業の仕事を斡旋してくれることになった。ところが、その職に就くためには高卒認定資格が必要だった。そのため、テディは自分が退学した高校に再度通うこととなった。テディは校長を懐柔すれば良いと高をくくっていたが、校長に会った瞬間、その目論見はあっさり崩れ去ることとなった。校長のスチュワートはテディの同級生であり、テディは学生時代に彼を手酷く虐めていたのである。スチュワートはテディのことを快く思わなかったが、規則に従って入学を許可した。夜間部を担当する教師（キャリー）は教条主義的な人間ではなかったため、テディは人間関係で躓かずに済んだ。しかし、どうしてもテディは勉学に馴染めなかった。学費を工面するために、テディは昼に地元のファストフード店でアルバイトをすることになった。
テディは勉学に馴染めない他の生徒たちと一緒に集団カンニングを計画したが、それがキャリーに露見してしまったため、夜間部を追い出されることになった。テディは必死に謝罪し、何とかキャリーに復学を認めてもらった。その際に受けた検査の結果、テディは学習障害を抱えていることが判明した。それを知ったキャリーはテディを懸命にサポートし、テディは徐々に勉学に励めるようになっていった。
その頃、スチュワートはテディに一矢報いる機会を虎視眈々と窺っていた。

## キャスト
※括弧内は日本語吹替。
- ケヴィン・ハート - テディ・ウォーカー（上田燿司）
- ティファニー・ハディッシュ - キャリー（林りんこ）
- ロブ・リグル - マッケンジー（長谷川敦央）
- タラン・キラム - スチュワート（中谷一博）
- ロマニー・マルコ - ジェイレン（須田祐介）
- キース・デイヴィッド - ジェラルド・ウォーカー
- ドナ・ビスコー - キャロル・ウォーカー
- メガリン・エキカンウォーク - リサ（小清水亜美）
- イヴォンヌ・オージ - マヤ（石井未紗）
- メアリー・リン・ライスカブ - テレサ
- ベン・シュワルツ - マーヴィン（近松孝丞）
- アン・ウィンターズ - ミラ（本多真梨子）
- ブレシャ・ウェッブ - デニス・ウォーカー（池田朋子）
- アル・マドリガル - ルイス（中務貴幸）
- ティルダ・デル・トロ - マリア
- ジェフ・ローズ - アイザック（片山公輔）
- ファット・ジョー - ボビー（露木徳幸）

## 製作
2017年4月13日、ケヴィン・ハートが本作に出演することになったと報じられた。8月17日、ティファニー・ハディッシュがキャスト入りした。9月11日、ロブ・リグルの出演が決まった。14日、ベン・シュワルツが起用されたと報じられた。16日、キース・デイヴィッドが本作に出演するとの報道があった。25日、メガリン・エキカンウォークの出演が決まったと報じられた。本作の主要撮影は同月中にジョージア州アトランタで始まった。

## 興行収入
本作は『ヘル・フェスト』、『若草物語』、『スモールフット』と同じ週に封切られ、公開初週末に3200万ドル前後を稼ぎ出すと予想されていたが、実際の数字はそれを下回るものであった。2018年9月28日、本作は全米3010館で公開され、公開初週末に2725万ドルを稼ぎ出し、週末興行収入ランキング初登場1位となった。この数字は2018年に公開されたコメディ映画としては最高のものであった。

## 評価
本作に対する批評家からの評価は伸び悩んでいる。映画批評集積サイトのRotten Tomatoesには98件のレビューがあり、批評家支持率は30%、平均点は10点満点で4.5点となっている。サイト側による批評家の見解の要約は「『ナイトスクール』にはコメディセンスのある俳優たちと面白そうな設定がある。しかし、出来上がった作品はがっかりさせられるものである。さながらネタの乱れ打ちだが、その多くが笑いを取れていない。」となっている。また、Metacriticには27件のレビューがあり、加重平均値は42/100となっている。なお、本作のCinemaScoreはA-となっている。
『バラエティ』のオーウェン・グレイバーマンは「『ナイトスクール』は痛快なコメディ映画を目指したようだが、無難な笑いを取るのに時間を割きすぎている。」「笑える箇所は多い。しかし、上映時間111分は長すぎる。」と評している。インディワイアーのデヴィッド・エーリッヒは本作にD評価を下し、「ケヴィン・ハートはこの面白くもない陳腐なコメディ作品で見せた演技よりも、面白い演技ができるだろう。しかし、ハートはもはや挑戦する意欲を失ったように見受けられる。」 と述べている。

## テレビドラマ化
2020年1月10日、NBCが本作をテレビドラマ化する企画を進めていると報じられた。